# Phang-nga (Provinz)

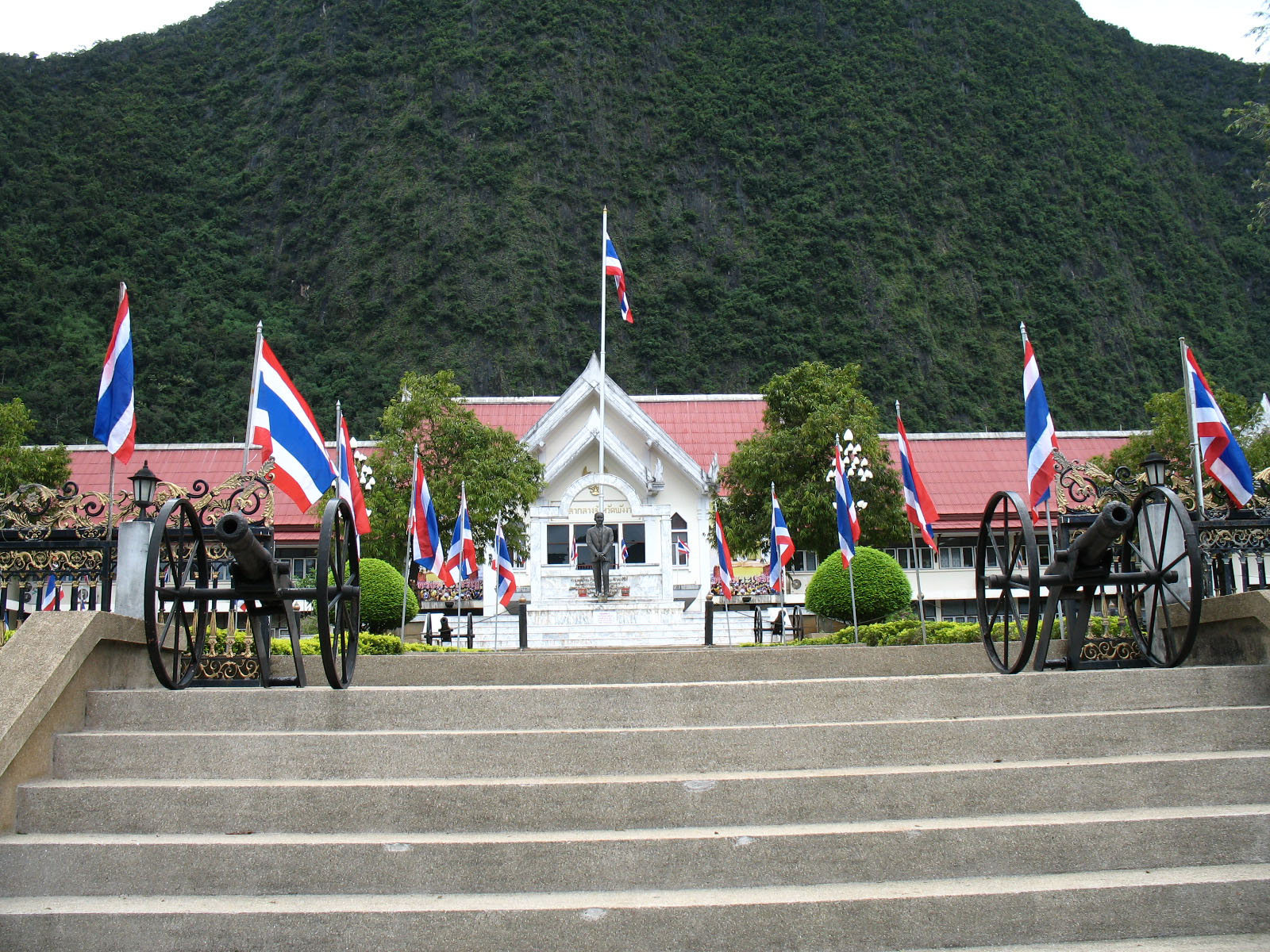
Sitz der Provinzverwaltung von Phang-nga (Sala klang Changwat), im Hintergrund der markante „Elefantenberg“

Phang-nga (Thai: พังงา, [pʰaŋ ŋaː]) ist eine Provinz (Changwat) an der Andamanenseeküste in der Südregion von Thailand. Die Hauptstadt der Provinz Phang-nga heißt ebenfalls Phang-nga.

## Geographie und Klima
Phang-nga liegt auf der westlichen Seite der malaiischen Halbinsel. Die Provinz ist größtenteils bergig, mit vielen Stränden an der Andamanensee. Der touristisch bedeutendste Strand ist Khao Lak, der durch den Tsunami am 26. Dezember 2004 stark zerstört wurde.
Die in der Bucht von Phang-nga vorgelagerten Kalksteininseln sind u. a. aus dem James-Bond-Film Der Mann mit dem goldenen Colt bekannt – insbesondere die „James-Bond-Insel“ Khao Phing Kan, die mittlerweile ein überlaufenes Touristen-Ausflugsziel geworden ist. Die Inseln sind im Nationalpark Ao Phang-nga geschützt.
| Angrenzende Provinzen und Gebiete: | Angrenzende Provinzen und Gebiete: |
| ---------------------------------- | ---------------------------------- |
| Norden                             | Ranong                             |
| Osten                              | Surat Thani und Krabi              |
| Süden                              | Phuket und die Andamanensee        |
| Westen                             | Andamanensee                       |

In der Provinz Phang-Nga  ist das Klima tropisch-monsunal, geprägt von hohen Temperaturen und hoher Luftfeuchtigkeit. Die durchschnittliche Jahrestemperatur in Phang Nga beträgt 27,2 °C. Die klimatischen Verhältnisse in der Region Phang Nga können grob in drei Hauptjahreszeiten unterteilt werden:
- Heiße Jahreszeit (Mitte Februar bis Mitte Mai): Diese Periode ist gekennzeichnet durch hohe Temperaturen und hohe Luftfeuchtigkeit. Der April gilt als der wärmste Monat.
- Regenzeit (Mitte Mai bis Mitte Oktober): In diesen Monaten ist mit starken Regenfällen zu rechnen. Der Monat mit dem höchsten durchschnittlichen Niederschlag ist der September.
- Kühle Jahreszeit (Mitte Oktober bis Mitte Februar): Während dieser Zeit sind die Temperaturen milder, jedoch nicht kalt. Der Januar gilt als der am wenigsten heiße Monat des Jahres.

Die Monate November bis März sind folglich besonders geeignet für Outdoor-Aktivitäten und den Strandurlaub, da es wenig regnet und die Temperaturen relativ mild sind. Von Mai bis Oktober sind Unterkünfte und Pauschalreisen wegen möglicher starker Regenfälle jedoch preiswerter. Der April ist besonders interessant für Reisende, die an kulturellen Festen, wie dem thailändischen Neujahr, teilnehmen möchten.

## Wirtschaft
Etwa ein Drittel des Landes wird landwirtschaftlich genutzt. Ansonsten hat der Tourismus einige Bedeutung. Khao Lak (Amphoe Takua Pa) ist eines der wichtigsten Ziele des internationalen Badetourismus an der thailändischen Andamanenseeküste.
In der Provinz Phang Nga hat sich die Wirtschaft im Laufe der Zeit entwickelt und verändert. In der Vergangenheit spielte der Zinnhandel eine bedeutende Rolle als Wirtschaftszweig. Heute sind andere Industrien in den Vordergrund getreten. Shrimpfarmen tragen zur Lebensmittelproduktion bei, während der Fischfang weiterhin eine Einkommensquelle darstellt. Kautschukplantagen liefern Rohstoffe für verschiedene Produkte, und Palmölplantagen sind ebenfalls ein wichtiger Wirtschaftsfaktor. Zusätzlich haben sich Obstplantagen, insbesondere für exotische Früchte wie Mangustin, Rambutan und Durian, etabliert.
Heute ist der Tourismus zur Haupteinnahmequelle der Provinz geworden, was die wirtschaftliche Landschaft geprägt hat. Während der Covid-Pandemie gab es jedoch eine verstärkte Konzentration auf die Landwirtschaft. Dieser Schwerpunkt hat dazu beigetragen, die Wirtschaft in einer Zeit der Unsicherheit zu stabilisieren und zeigt die Vielfalt und Anpassungsfähigkeit der Wirtschaftszweige in Phang Nga.

### Daten
Das „Gross Provincial Product“ (Bruttoinlandsprodukt) der Provinz betrug 2011 45,689 Milliarden Baht.
| Wirtschaftszweig | 2006 | 2007 | 2008 |
| ---------------- | ---- | ---- | ---- |
| Landwirtschaft   | 45,8 | 43,7 | 45,5 |
| Industrie        | 4,9  | 6,0  | 5,4  |
| Andere           | 49,3 | 50,3 | 49,1 |

Alle Angaben in %
Der Mindestlohn in der Provinz beträgt 186 Baht pro Tag (etwa 4 €).
Die mit Abstand am stärksten zur Wirtschaftsleistung der Provinz beitragende Branche war im Jahr 2011 die Landwirtschaft mit 17,495 Mrd. Baht, gefolgt von der Transport-, Lager- und Kommunikationswirtschaft mit 5,582 Mrd. Baht, dem Groß- und Einzelhandel mit 4,980 Mrd. Baht und dem Hotel- und Gaststättengewerbe mit 4,080 Mrd. Baht.
| Wirtschaftszweig              | 2014   | 2015   | 2016   | 2017   | 2018   | 2019   | 2020   | 2021   |
| ----------------------------- | ------ | ------ | ------ | ------ | ------ | ------ | ------ | ------ |
| Landwirtschaft                | 13,966 | 11,932 | 13,406 | 16,923 | 15,989 | 16,095 | 18,151 | 18,054 |
| Industrie                     | 3,334  | 3,265  | 3,420  | 3,282  | 3,282  | 3,433  | 3,123  | 3,305  |
| Hotel- und Gaststättengewerbe | 9,854  | 22,510 | 26,131 | 28,328 | 32,103 | 34,443 | 10,207 | 6,567  |
| Total                         | 46,625 | 57,971 | 65,103 | 74,465 | 75,954 | 79,206 | 53,423 | 48,409 |

### Landnutzung
Für die Provinz ist die folgende Landnutzung dokumentiert:
- Waldfläche: 1.206.862 Rai (754,3 km²), 46,3 % der Gesamtfläche
- Landwirtschaftlich genutzte Fläche: 825.009 Rai (515,6 km²), 31,7 % der Gesamtfläche
- Nicht klassifizierte Fläche: 574.938 Rai (359,3 km²), 22,1 % der Gesamtfläche

## Geschichte
Die Provinz geht auf drei Städte (Müang) vergleichbarer Größe zurück – Thalang, Takua Pa und Takua Tung. Als diese 1809 von der birmanischen Armee angegriffen worden waren, gründete König Phra Phutthaloetla (Rama II.) die Stadt Phang-nga, da sich die Flüchtlinge bereits entlang des Maenam Phang-nga (Phang-nga-Fluss) niedergelassen hatten.
1840 wurde Phang-nga zur Provinzhauptstadt erhoben, um die strategisch wichtige Region besser gegen Übergriffe der Burmesen und deren Besatzer, den Engländern, zu schützen. Takua Tung wurde Phang-nga unterstellt; 1931 wurde dann auch Takua Pa in die Provinz eingegliedert.

## Name
Die Provinz Phang Nga hieß ursprünglich Muang Phunga, benannt nach Orten wie Khao Nga, Khao Phang Nga, Khao Kraphu Nga oder Khao Pang Ka, was in der malaiischen Sprache „Wald des Nga-Wassers“ bedeutet. In der Ära von König Buddha Loetla Nabhalai gehörte Muang Phunga zur Provinz Nakhon Si Thammarat. Die Namensgebung von Muang Phunga könnte eine Parallele zu Muang Phuket darstellen. Es wird angenommen, dass der Name von Phunga in Phang Nga geändert wurde, weil die Stadt ein beliebter Handelspunkt für ausländische Zinnkäufer war. Ursprünglich als Phunga oder Punga geschrieben, wurde der Name als Phunga, Phang Nga oder Pang Ka ausgesprochen. Im Laufe der Zeit wandelte sich die Aussprache schließlich zu Phang Nga.

## Sehenswürdigkeiten

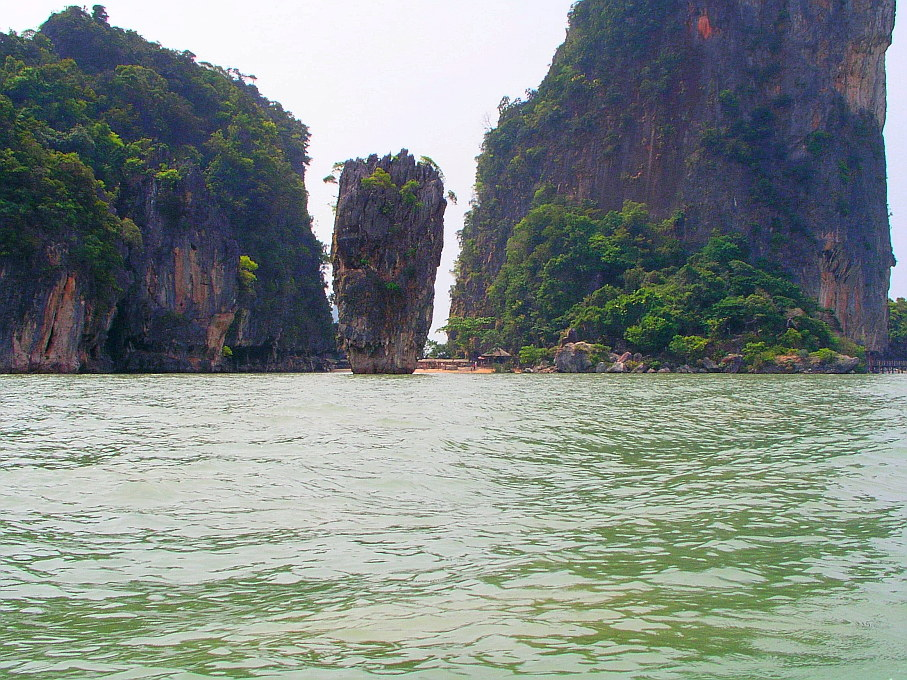
Khao Ta-Pu – Der „James-Bond-Felsen“

- Naturerlebnis – Landschaft und Küste um Phang-nga
- „James-Bond-Insel“: Auf dem Landweg von Phuket nach Krabi, nördlich um die Bucht von Phang-nga, liegt die Stadt Phang-nga auf der Mitte der Strecke. Tour-Veranstalter bieten hier Bootsfahrten zu den Inseln des Flussdeltas an. Zentrum des touristischen Interesses ist die Khao Phing Kan, die Insel mit dem markanten vorgelagerten Felsfinger Khao Ta-Pu, der zwar am Ende des James-Bond-Films Der Mann mit dem goldenen Colt gesprengt wird und im Meer versinkt,[7] heute aber immer noch zu besichtigen ist. Die Insel liegt im Nationalpark Ao Phang-nga.[8]
- Weitere Nationalparks:
  - Nationalpark Mu Ko Ra – Ko Phra Thong
  - Nationalpark Mu Ko Similan
  - Nationalpark Mu Ko Surin
  - Nationalpark Si Phang-nga
  - Nationalpark Lamru

## Symbole
Das Siegel der Provinz zeigt das Rathaus der Stadt vor den Bergen der Gebirgskette Phu Khao Chang. Außerdem im Vordergrund ist ein Bagger, der den Zinnbergbau in der Provinz symbolisiert.
Der Symbol-Baum der Provinz ist Cinnamomum porrectum, die Symbol-Blume Anaxagorea javanica.
Der Wahlspruch der Provinz Phang-nga lautet:
„Phang-nga ist reich und gesegnet an Erzminen,
Die Stadthäuser sind erbaut inmitten tiefen und weiten Wassers,
Das Land hütet schöne Höhlen in sonderbaren Bergen,
Champun-Bäume und natürliche Ressourcen gibt es viele.“

## Verwaltungseinheiten

### Provinzverwaltung
Phang-nga ist in 8 Amphoe (‚Bezirke‘ oder ‚Landkreise‘) unterteilt. Diese gliedern sich weiter in 48 Tambon (‚Unterbezirke‘ oder ‚Gemeinden‘) und 314 Muban (‚Dörfer‘).
| \| Nr. \| Amphoe-Name \| Thai \| \| --- \| ----------------------- \| ------------- \| \| 1 \| Amphoe Mueang Phang-nga \| อำเภอเมืองพังงา \| \| 2 \| Amphoe Ko Yao \| อำเภอเกาะยาว \| \| 3 \| Amphoe Kapong \| อำเภอกะปง \| \| 4 \| Amphoe Takua Thung \| อำเภอตะกั่วทุ่ง \| \| 5 \| Amphoe Takua Pa \| อำเภอตะกั่วป่า \| \| 6 \| Amphoe Khura Buri \| อำเภอคุระบุรี \| \| 7 \| Amphoe Thap Put \| อำเภอทับปุด \| \| 8 \| Amphoe Thai Mueang \| อำเภอท้ายเหมือง \| |                         |               |
| Nr. | Amphoe-Name             | Thai          |
| 1 | Amphoe Mueang Phang-nga | อำเภอเมืองพังงา |
| 2 | Amphoe Ko Yao           | อำเภอเกาะยาว  |
| 3 | Amphoe Kapong           | อำเภอกะปง     |
| 4 | Amphoe Takua Thung      | อำเภอตะกั่วทุ่ง   |
| 5 | Amphoe Takua Pa         | อำเภอตะกั่วป่า   |
| 6 | Amphoe Khura Buri       | อำเภอคุระบุรี    |
| 7 | Amphoe Thap Put         | อำเภอทับปุด     |
| 8 | Amphoe Thai Mueang      | อำเภอท้ายเหมือง |

### Lokalverwaltung
Für das ganze Gebiet der Provinz besteht eine Provinz-Verwaltungsorganisation (องค์การบริหารส่วนจังหวัด, kurz อบจ., Ongkan Borihan suan Changwat; englisch Provincial Administrative Organization, PAO).
In der Provinz gibt es zwei „Städte“ (เทศบาลเมือง – Thesaban Mueang): Takua Pa (เทศบาลเมืองตะกั่วป่า) und Phang-nga (เทศบาลเมืองพังงาพราย).
Daneben gibt es 7 „Kleinstädte“ (เทศบาลตำบล – Thesaban Tambon).

## Belege
1. ↑  Das Klima und Wetter in Phang-Nga. In: Khao Lak Ausflüge. 24. August 2023, abgerufen am 16. Oktober 2023.
2. 1 2  Gross Provincial Product at Current Market Prices: Southern Provinces, National Economic and Social Development Board, 2011.
3. ↑  Thailand in Figures (2011)
4. ↑  Gross provinzial Product at current Market Prices. Office of the National Economic and Social Development Council, abgerufen am 17. August 2023.
5. ↑  Thailand in Figures (2011)
6. ↑  Wolf Donner: The Five Faces of Thailand. Institute of Asian Affairs, Hamburg 1978. Tb-A.: University of Queensland Press, St. Lucia, Queensland 1982, ISBN 0-7022-1665-8, S. 463.
7. ↑  Der Mann Mit dem Goldenen Colt - James Bond Felsen in Thailand. In: YouTube. 7. September 2023, abgerufen am 16. Oktober 2023 (englisch).
8. ↑  Offizielle Webseite des Nationalpark Ao Phang-nga (Memento vom 20. Oktober 2014 im Internet Archive) (englisch)
9. ↑  Department of Provincial Administration (Seite nicht mehr abrufbar, festgestellt im August 2023. Suche in Webarchiven): Stand 2012 (auf Thai)

Koordinaten: 8° 26′ N, 98° 31′ O